# 斯坦迪什 (密歇根州)
斯坦迪什（英語：Standish）是一個位於美國密歇根州阿勒納克縣的城市。根據2010年美國人口普查，該地共人口1509人，而該地的面積約為5.64平方千米。同時該地也是阿勒納克縣的縣治。

## 地理
斯坦迪什的座標為43°58′59″N 83°57′32″W / 43.98306°N 83.95889°W，而該地的平均海拔高度為190米（即623英尺）。